# 詹姆斯·埃里克·史密斯
詹姆斯·埃里克·史密斯（1909年2月23日—1990年9月3日）是一位英国动物学家，毕业于伦敦国王学院，后在伦敦玛丽女王大学任职，1958年当选皇家学会院士。